# Бора-Бора
Бора-Бора (фр. Bora Bora) — один з Підвітряних островів (фр. Îles sous le Vent) архіпелагу Острови Товариства у Французькій Полінезії в Тихому океані, розташований за 241 км на північний захід від острова Таїті.

## Географія і геологія
Бора-Бора є атолом, який має типову, описану Чарльзом Дарвіном, форму центральної гори, оточеної кораловим рифом з численними моту. У цьому випадку, кальдера центрального вулкана знаходиться над рівнем моря, проте вже майже затоплена. Тільки частини вже значно вивітрених країв кратеру підносяться над рівнем моря, утворюючи вищі точки острова: Отеману (727 м), Пахія (661 м) і Матаїхуа (314 м). Центральний острів Бора-Бора складається переважно з базальтової лави, тоді як моту з уламків коралів і нашарувань піску.
Витягнутий центральний острів має 9 кілометрів завдовжки та 5 кілометрів завширшки. Поселення знаходяться виключно на узбережжі, тоді як порослі пишною рослинністю внутрішні частини острова малодоступні. Кільцева дорога з твердим покриттям, протяжністю в 32 кілометри, оперізує острів, роблячи доступним переміщення між прибережними поселеннями й готелями.
Станом на 2020 рік, населення Бора-Бора становить 18 525 осіб. Найбільше поселення Вайтапе (приблизно 15 000 мешканців), розташовано в північно-західній частині острова біля головного проходу в лагуну, який настільки глибокий, що здатний пропускати навіть великі круїзні теплоходи. Село Фаануї, колишня резиденція керівної династії, розташоване на північному заході острова, а поселення Анау на сході.